# Desiree Henry
Desiree Latifah Henry (Londres, 26 de agosto de 1995) es una deportista británica que compite en atletismo, especialista en las carreras de velocidad.
Participó en los Juegos Olímpicos de Río de Janeiro 2016, obteniendo una medalla de bronce en la prueba de 4 × 100 m.
Ganó una medalla de plata en el Campeonato Mundial de Atletismo de 2017 y dos medallas de oro en el Campeonato Europeo de Atletismo, en los años 2014 y 2024.

## Palmarés internacional
| Juegos Olímpicos   | Juegos Olímpicos        | Juegos Olímpicos  | Juegos Olímpicos |
| Año                | Lugar                   | Medalla           | Prueba           |
| ------------------ | ----------------------- | ----------------- | ---------------- |
| 2016               | Río de Janeiro (Brasil) | Medalla de bronce | 4 × 100 m        |
| Campeonato Mundial |                         |                   |                  |
| Año                | Lugar                   | Medalla           | Prueba           |
| 2017               | Londres (Reino Unido)   | Medalla de plata  | 4 × 100 m        |
| Campeonato Europeo |                         |                   |                  |
| Año                | Lugar                   | Medalla           | Prueba           |
| 2014               | Zúrich (Suiza)          | Medalla de oro    | 4 × 100 m        |
| 2024               | Roma (Italia)           | Medalla de oro    | 4 × 100 m        |